# 八碳化钾
八碳化钾是一种石墨层间化合物，化学式为KC8，最初于1926年被报道。它可由化学计量比的钾和石墨的迅速的放热反应得到，产物为金色固体。

## 性质
KC8具有很高的反应性，接触空气可以燃烧，因此需要在氮气或惰性气体中操作。它是一种还原剂，例如，可以将[K(OSi(OtBu)3)3Th(μ-N3)3Th(OSi(OtBu)3)3(THF)]中的一个Th-N3-Th还原为Th=N=Th。它也能用于制备有机亚锡化合物。